# Tercera guerra de Mysore
La tercera guerra de Mysore (1789 -1792) va ser un conflicte armat al sud del subcontinent indi entre el sultanat de Mysore i de la Companyia Britànica de les Índies Orientals i els seus aliats, entre ells l'imperi Maratha i el nizam d'Hyderabad. Va ser la tercera de quatre guerres entre Gran Bretanya i Mysore.

## Antecedents
Tipu Sultan, el governant de sultanat de Mysore, i el seu pare Haidar Ali abans d'ell, havia lluitat dues vegades amb les forces de la Companyia Britànica de les Índies Orientals. La primera guerra de Mysore es va lliurar en la dècada de 1760, havia acabat sense resultats, amb les disposicions del tractat, incloent promeses d'assistència mútua en conflictes futurs. El fracàs britànic en donar suport a Mysore en el conflicte amb els marathes i altres accions de suport als enemics de Mysore van portar Haidar Ali a desenvolupar una aversió pels britànics. Després que els britànics van prendre als francesos el port de Mahé el 1779, Haidar Ali, que havia estat rebent subministraments militars a través d'aquest port i l'havia posat sota la seva protecció, va inaugurar la Segona Guerra de Mysore. Aquesta guerra també va acabar de manera no decisiva el 1784 amb la signatura del Tractat de Mangalore. Tipu, que va obtenir el control de Mysore després de la mort del seu pare al desembre de 1782, mantingué un odi implacable dels britànics, i va declarar poc després de signar el tractat de 1784 que tenia la intenció de continuar la batalla amb ells quan tingués l'oportunitat. Es va negar a alliberar els presoners britànics capturats durant la guerra, una de les condicions del tractat. Tipu Sultan va reforçar les seves aliances amb Ali Raja Bibi Junumabe II i els musulmans Mappila, ampliant així l'esfera d'influència del sultanat de Mysore.
El general britànic Charles Cornwallis primer marquès i segon earl de Cornwallis es va convertir en el Governador General de l'Índia i en el Comandant en cap de la Companyia Britànica de les Índies Orientals el 1786. Encara que formalment derogats els acords amb el marathes i Hyderabad que havien violat els termes del tractat de 1784, va buscar de manera informal obtenir el seu suport i el del nizam d'Hyderabad, o almenys la seva neutralitat, en cas de conflicte amb Mysore.

## Els esdeveniments que van portar a la guerra
En 1788 la Companyia va obtenir el control del Circar de Guntur, el més meridional dels Circars del Nord, que la companyia havia adquirit en virtut d'acords anteriors amb el Nizam. A canvi, la Companyia va proporcionar al Nizam dos batallons de les seves tropes. Ambdós fets col·locaven les tropes britàniques més a prop de Mysore, però també es garantia que el Nizam donaria suport als britànics en cas de conflicte.
El regne de Travancore havia estat objecte objectiu de Tipu per a l'adquisició o la conquesta, des del final de la guerra anterior. Intents indirectes per apoderar-se del regne havia fracassat en 1788, i Archibald Campbell, el president de Madras en aquell moment, havia advertit Tipu que un atac a Travancore seria tractat com una declaració de guerra a la Companyia. El rajà de Travancore també va enfurir a Tipu mitjançant l'ampliació de fortificacions al llarg de la frontera amb Mysore en territori reclamat per aquest darrer, i per la compra a la Companyia Holandesa de les Índies Orientals de dos forts en el regne de Cochin, un estat vassall de Tipu Sultan.
En 1789, Tipu Sultan va enviar forces a la costa de Malabar, per sufocar una rebel·lió. Molta gent va fugir a Travancore i a Cochin, un estat que pagava tribut a Tipu, arran del seu avanç. Per tal de seguir-los, Tipu va començar a la tardor de 1789 per acumular tropes a Coimbatore, en preparació per a un assalt al Nedumkotta, una línia fortificada de defensa construïda per Dharma Raja de Travancore per protegir el seu domini. Cornwallis, observant aquesta acumulació, va reiterar al successor de Campbell, John Holland, que un atac a Travancore s'havia de considerar com una declaració de guerra, i es va trobar amb una forta resposta britànica. Tipu, conscient que Holland no era un oficial amb experiència militar com Campbell, i que no tenia l'estreta relació que Campbell i Cornwallis tenien (tots dos havien servit a Amèrica del Nord en la Guerra de la Independència), probablement va decidir que es tractava d'una moment oportú per atacar.

## Primeres campanyes
El 29 de desembre de 1789, Tipu Sultan va marxar 14.000 soldats des de Coimbatore i va atacar al Nedumkotta. Va ser una vergonyosa derrota per Tipu, la seva força va ser presa del pànic pel foc d'un petit nombre de defensors. Mentre Tipu va reagrupar als seus, el governador Holland, molt a pesar de Cornwallis, va entrar en negociacions amb Tipu en lloc de mobilitzar les forces armades. Cornwallis estava a punt d'anar a Madràs per a prendre el comandament quan va rebre la notícia que el substitut d'Holland, el general William Medows estava a punt d'arribar. Medows va substituir forçosament a Holland, i es va dedicar a la planificació de les operacions contra Tipu, mentre aixecava tropes a Trichinopoly.

### Campanya de Medows, 1790
Era abans de maig quan Medows va estar preparat per marxar. Mentrestant, Tipu havia renovat el seu atac a Travancore, i havia violat amb èxit la línia Nedumkotta. les forces britàniques a Travancore eren massa pocs per resistir l'assalt, i es van retirar a la fortalesa Ayacotta. Tipu no va romandre molt temps a Travancore, ja que la campanya britànica de Madràs, va començar a prendre forma com una amenaça significativa.
El pla d'atac desenvolupat per Medows preveia un atac en dos fronts, amb l'objectiu principal contra el districte de Coimbatore i una diversió dins de Mysore des del nord-est. Cornwallis estava descontent amb aquest pla, en part a causa de l'avançat de la temporada (el combat és molt més difícil durant la temporada del monsó), i les llargues línies de subministrament des de Madràs, que el pla implicava. No obstant això, ell estava disposat a donar l'oportunitat aMedows d'un comandament independent.
Medows va sortir de Trichinopoly a finals de maig. Obstaculitzat pel mal temps i problemes en els equips, el seu progrés va ser lent. Es va trobar poca resistència, ja que Tipu s'havia retirat de les terres altes de Mysore amb les seves forces principals. El 21 de juliol Meadows va entrar a Coimbatore sense oposició, després d'haver pres algunes de les fortificacions més petites al districte ja fos per abandonament o pel lliurament voluntari de la guarnició. La seva única oposició va consistir en 4.000 soldats de cavalleria manats per Sayed Sahib que Tipu havia destacat per a observar i assetjar les seves operacions, la majoria d'aquestes tropes van ser empeses finalment a través del riu Bhavani per la cavalleria de Medows. Altres punts forts al districte va caure, i només Palghat i Dindigul requeriren mesures significatives per a la captura.
Encara que la campanya va tenir èxit en aconseguir el control complet del districte de Coimbatore, Medows va haver de dividir les seves forces per mantenir-lo, amb els majors contingents a Coimbatore, Palghat, i Sathyamangalam. L'atac des de Bengala, i un tercer des de Bombai, van arribar tard i es van posar-se en marxa quan Tipu ja estava fent el seu contraatac.

## Contraatac de Tipu Sultan
El 2 de setembre Tipu va sortir de Seringapatam al capdavant d'un exèrcit de 40.000 homes. Baixant pels passos de muntanya a partir del 9 de setembre, va començar a moure's cap a Sathyamangalam. Mentre que la guarnició de 2.800 homes es van resistir a un assalt inicial de la força de Tipu el 13 de setembre, el capità John Floyd, el comandant de la guarnició, van optar per retirar-se. A l'empara de la nit, va creuar el Bhavani i es va dirigir a Coimbatore. Tipu, endarrerit per les fortes pluges, va enviar 15.000 homes de cavalleria en la seva persecució. Amb el temps, ho va aconseguir i va capturar gran part de tren d'equipatge de Floyd, i va continuar perseguint a la cansada guarnició. Aquella nit, tota la força de l'exèrcit de Tipu va caure sobre ells, quan van acampar a Cheyoor. Una desesperada resistència de la infanteria va rebutjar repetits atacs, i només l'arribada de reforços enviats per Medows els va rescatar.
Tipu es va embarcar en una campanya d'assetjament als subministraments i les comunicacions dels britànics, mentre vigilava els moviments de la seva força principal. A principis de novembre va enganyar amb èxit a Medows, passant gran part del seu exèrcit cap al nord per atacar la petita força de Bengala. Aquesta força, uns 9.000 homes al comandament del coronel Maxwell, havia arribat a Kaveripattinam i havia fortificat la seva posició. No li fou possible penetrar en les defenses, i Tipu es va retirar cap al sud el 14 de novembre després de saber que Medows li seguia la pista de nou. Medows i Maxwell van reunir les seves forces el 17 de novembre, i perseguiren a Tipu, que havia decidit fer un moviment cap a Trichinopoly. Incapaç de fer alguna cosa més que el saqueig de la ciutat abans d'arribar Medows, Tipu després es va traslladar cap al Carnàtic, destruint pobles i apoderant-se dels subministraments al seu pas. Va acabar en la posició francesa de Pondicherry, on va intentar interessar als francesos a donar suport als seus esforços contra els britànics. Com França estava llavors en les primeres etapes de la Revolució, aquests esforços van ser totalment infructuosos. Medows en aquest punt es va dirigir cap a Madràs, on va lliurar el comandament del seu exèrcit de lord Cornwallis.

### Avenços aliats

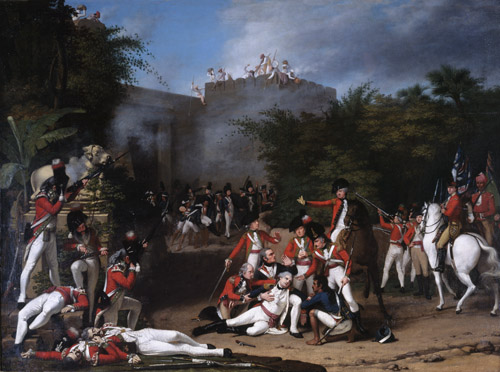
Forces britàniques avançant cap a Bangalore.

Durant l'estiu de 1790, un exèrcit d'uns 30.000 marathes sota el comandament de Purseram Bhow, acompanyat per un destacament de tropes britàniques de Bombai, van començar a marxar cap a Mysore. Els llocs d'avançada de Mysore es va rendir a la vista del gran exèrcit, i de manera regular encara que lents, van seguir avançant fins a arribar a Darwar al setembre. La fortalesa va ser assetjat de manera feble i indiferent durant 29 setmanes, fins que la guarnició finalment es va rendir el 3 d'abril de 1791. L'exèrcit va continuar avançant, arribant al riu Tungabhadra a principis de maig.
Un segon exèrcit, compost per 25.000 genets i 5.000 infants, sota el comandament de Hurry Punt, amb l'assistència d'un destacament de soldats britànics de l'exèrcit de Madras, va abandonar Poona el gener de 1791, arribant a Kurnool sense oposició significativa. Punt va anar a una conferència amb el nizam, que no havia entrat a Mysore per temor que el gran exèrcit de Tipu superés el seu abans que pogués unir-se al dels altres aliats. En rebre la notícia que Cornwallis havia capturat Bangalore i es dirigia cap a la capital de Mysore, Seringapatam, Punt va sortir de Kurnool, i es va reunir amb Cornwallis el 28 de maig.
L'exèrcit del Nizam, liderat per Mahabat Jung, va avançar cap a Koppal, que van assetjar a l'octubre de 1790. La baixa qualitat dels canons va impedir la ràpida conquesta del lloc, que no va arribar a la conclusió amb èxit fins a l'abril de 1791.

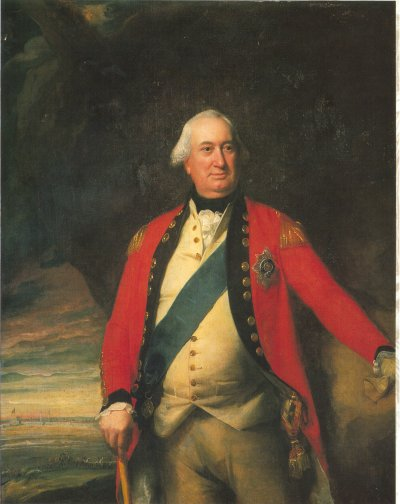
Charles Cornwallis, primer Marquess Cornwallis i Earl de Cornwallis, retrat per John Singleton Copley

## Els britànics prenen la costa de Malabar
Les forces britàniques van aconseguir prendre el control de la costa de Malabar a finals de 1790. Una força sota el comandament del coronel Hartley va guanyar una victòria decisiva a Calicut al desembre, mentre que un segon contingent manat per Robert Abercromby va derrotar els mysoreans a Cannanore uns dies després.

## Primer avanç a Seringapatam
Primer objectiu de Cornwallis fou prendre el punt fort de Bangalore, que serviria de base per a futures operacions contra Seringapatam. Esperava que això estimularia als aliats a augmentar la seva activitat. Anticipant que Tipu portaria a terme una campanya de terra arrasada a les muntanyes de Mysore, va fer importants acumulacions de provisions. Per ajudar en el transport de subministraments i armament pesant també va emprar un gran nombre d'elefants.
Cornwallis es va fer càrrec del gruix de l'exèrcit britànic a Vellore el 29 de gener de 1791. Una setmana més tard, va marxar cap a l'oest, com si anés a passar a través dels Ghats Orientals en aquest moment. Això va portar a Tipu a abandonar Pondicherry i es va afanyar a anar a Bangalore, on es va adonar que el seu harem tenia algun risc. Malgrat que Tipu va col·locar defenses en alguns passos, Cornwallis, després d'una sèrie de fintes, es va girar bruscament cap al nord, i va creuar les muntanyes pel pas de Muglee el 21 de febrer sense oposició. A continuació, va seguir avançant, gairebé sense resistència, fins que va ser gairebé a les portes de Bangalore, el 5 de març. Tipu havien fortificat la ciutat i enviat subministraments a la guarnició, però es va quedar amb la seva força principal als afores de les posicions britàniques quan Cornwallis va iniciar les seves operacions de setge. Després de sis setmanes de setge, en què els britànics van haver d'enfrontar repetidament els atacs i escaramusses de Tipu, van assaltar amb èxit la ciutadella.

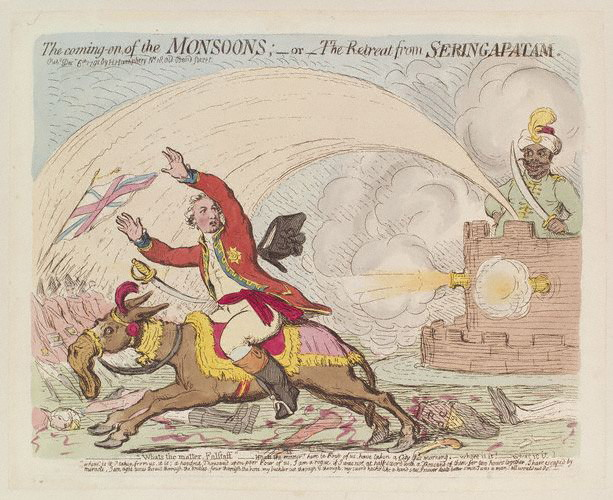
Caricatura política feta per James Gillray, burlant-se de lord Cornwallis el 1791 després de la seva retirada de Seringapatam

Després d'assegurar Bangalore, Cornwallis va enviar al seu exèrcit cap al nord per trobar a una caravana de subministrament i dur a terme la unió amb l'exèrcit de Nizam, que va tenir lloc el 12 d'abril a unes 80 milles (130 km) al nord de Bangalore. Tornant ebrera cap a Bangalore, Cornwallis va trobar que els homes del nizam eren notablement inútils. Tenia l'esperança que l'addició de cavalleria nativa de l'exèrcit ajudaria a compensar els avantatges de Tipu en aquesta zona, però els homes del nizam, comandats per Teige Wunt, estaven només interessats en el saqueig i en viure dels subministraments de l'exèrcit, en lloc de combatre contra Tipu.
El britànic es va embarcar en una sèrie d'operacions per assegurar la major part de la zona al voltant de Bangalore abans de passar a Seringapatam. Quan Cornwallis estava buscant un gual en què travessar el riu Cauvery, Tipu li va presentar batalla en un gual proper al poble de Arakerando. En la batalla el 15 de maig, Cornwallis va flanquejar la posició de Tipu i el va forçar a retirar-se darrere de les parets de Seringapatam. Com que les forces marathes eren aparentment, no gaire prop, i semblava poc probable que Abercromby arribaria amb les forces de Malabar, i el seu exèrcit estava a la vora de la inanició, Cornwallis va prendre la difícil decisió el 22 de maig de destruir el seu equip de setge i retirar-se. Només tres dies després, l'exèrcit maratha va arribar al lloc; Tipu havia impedit amb èxit que els seus missatgers arribaren a Cornwallis abans d'aquesta data.
La retirada de Cornwallis a Bangalore va deixar exposat el districte de Coimbatore a les forces de Tipu. L'11 de juny uns 2000 soldats de Mysore van assetjar Coimbatore. El tinent Chalmers, comandant de la guarnició, va ignorar les ordres de Cornwallis de retirar-se en cas d'atac, i va optar per lluitar, tot i tenir menys de 300 homes i poca pólvora. La seva defensa va ser efectiva, i els reforços des del fort Palgautcherry el van portar a fer una sortida i amb èxit i va poder agafar l'equip de subministraments al mes d'agost. Van arribar altres vuit mil soldats de Mysore, però Chalmers va resistir fins al 6 de novembre. En violació dels termes acordats de la rendició de Chalmers i els seus homes, van ser fets presoners.

## El segon avanç a Seringapatam

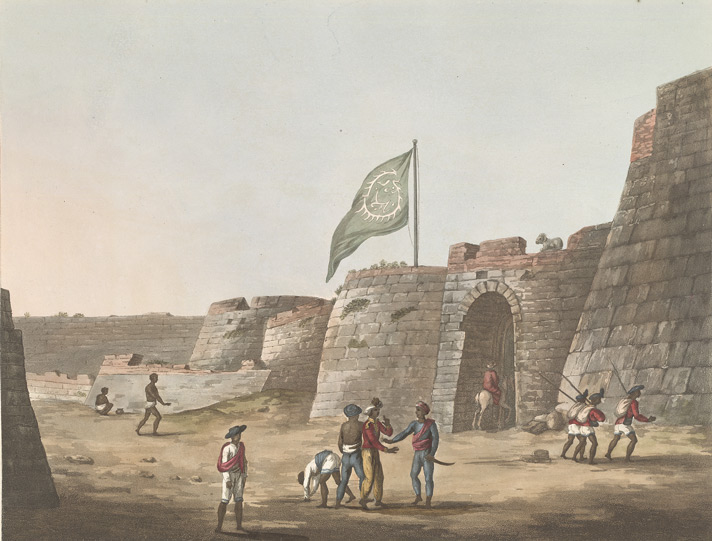
la bandera del sultanat de Mysore a l'entrada del fort de Bangalore.

Després de la retirada aliada a Bangalore, els exèrcits de Purseram Bhow i Teige Wunt van deixar el gruix principal de l'exèrcit per perseguir guanys territorials en els territoris del nord de Mysore. Purseram Bhow, desitjós de recuperar el districte de Bednore que Haidar Ali (el pare de Tipu) havia pres en una guerra anterior, va capturar Hooly Honore i Shimoga, encara que les forces britàniques agregades al seu exèrcit va fer molt del treball necessari. Només l'arribada d'un destacament de Tipu que amenaçava les seves forces li va impedir posar lloc a la mateixa ciutat de Bednore. Bhow no va tornar a l'exèrcit principal fins després que les negociacions de pau van començar a Seringapatam.
Cornwallis va passar la resta de 1791 assegurant les seves línies de subministrament de Madras. Amb aquesta finalitat va posar lloc a Nundydroog el novembre i Savendroog al desembre, els quals van caure inesperadament després d'esforços modestos. També va ordenar una operació massiva de subministrament per assegurar la paga i l'aprovisionament adequat pel seu exèrcit i el dels aliats a fi que estiguessin disponibles. Espies van ser enviats per infiltrar-se en el campament de Tipu, i va començar a rebre informes més fiables de les fortaleses i de les tropes d'aquest i la seva disposició.
Les relacions entre Cornwallis i els aliats van ser difícils. Els caps militars marathes, Purseram Bhow i Hurry Punt, havien de ser subornats per romandre amb l'exèrcit i Cornwallis va informar que les forces d'Hyderabad eren més un destorb que una ajuda; un observador britànic, va escriure que eren una "xusma desordenada" i "no gaire meritori per l'estat de la disciplina militar a Hyderabad".
El 25 de gener, Cornwallis es va traslladar de Savendroog cap a Seringapatam, mentre que Abercromby va avançar de nou des de la costa Malabar. Mentre que els homes de Tipu assetjaven la columna, el que no va impedir el seu progrés. Cornwallis va establir una cadena de llocs d'avançada per a protegir la línia de subministrament de Bangalore. Quan el gran exèrcit va arribar a les planes prop de Seringapatam el 5 de febrer, Tipu va començar a disparar granades sobre ells. Cornwallis va respondre amb un atac durant la nit per desallotjar Tipu de les seves línies. Després d'una batalla una mica confusa, les forces de Tipu foren flanquejades, i es va retirar a la ciutat, i Cornwallis va iniciar les seves operacions de setge. El 12 de febrer Abercromby va arribar amb l'exèrcit de Bombai, i el llaç es va començar a estrènyer al voltant de Tipu. El 23 de febrer Tipu va començar a fer propostes per a les negociacions de pau, i les hostilitats es van suspendre l'endemà, quan es va arribar a un acord preliminar.

## Pau

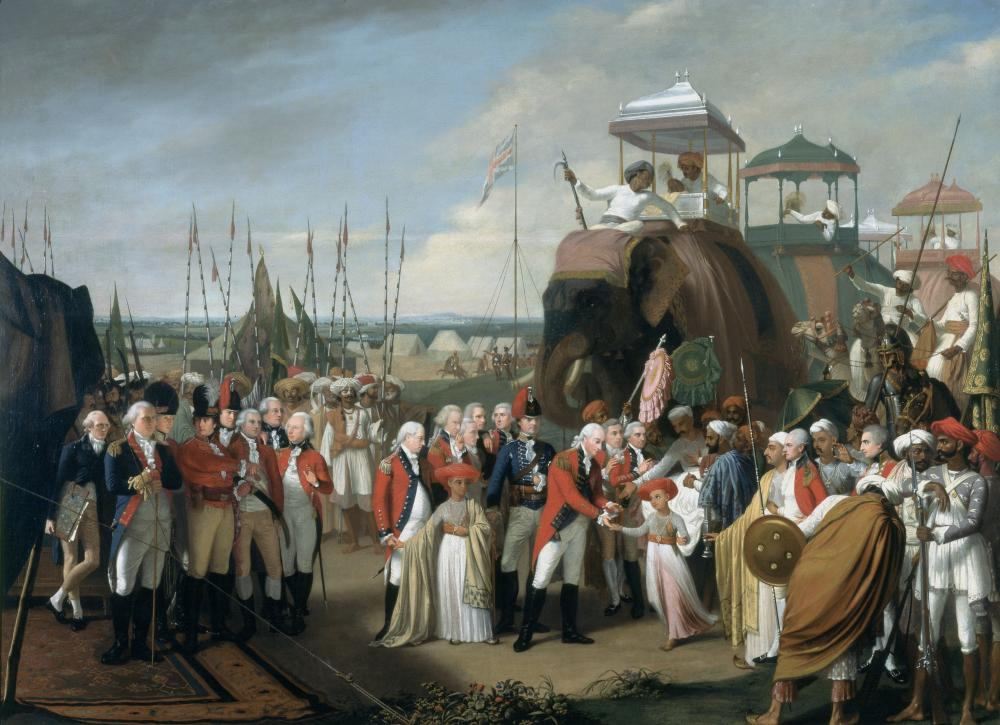
General Lord Cornwallis rebent als fills de Tipu Sultan com ostages, per Robert Home, pintura de vers 1793

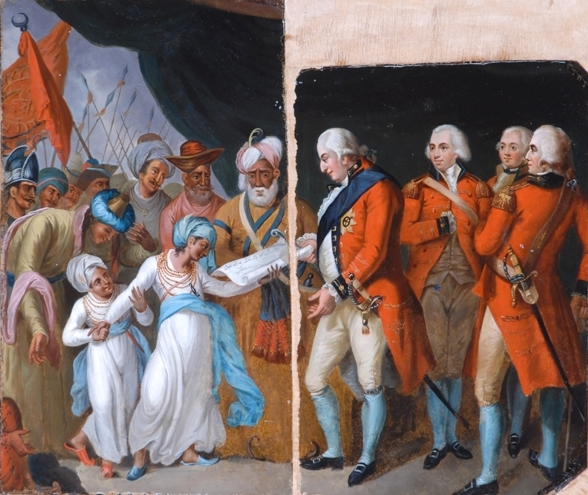
General Lord Cornwallis rebent als fills de Tipu Sultan com ostages.

Entre els termes preliminars que Cornwallis va reclamar, hi havia l'entrega de dos fills de Tipu Sultan com a ostatges, com a garantia per l'execució dels termes acordats. El 26 de febrer als seus dos fills van ser lliurats formalment a Cornwallis enmig de gran pompa i salves d'artilleria per ambdues parts. Cornwallis, que no estava interessat a ampliar significativament el territori de la Companyia, o en transferirla major part de Mysore als marathes i a Hyderabad, va negociar una divisió de la meitat del territori Mysore, que es repartiria pels aliats, en què les adquisicions de la companyia podrien millorar les seves defenses. Més tard va escriure: "Si haguéssim pres Seringapatam i matat a Tipu […] hauríem hagut de donat la capital als marathes (uns aliats perillosos) o haver establert un miserable aliats nostre, amb el suport dels diners i de les tropes de la Companyia, i que hauria estat saquejat pels seus servidors". Els territoris cedits deixaven a Mysore de gran part de la seva costa; Mysore va ser obligat també a pagar alguns dels costos de la guerra.
El 18 març 1792 Tipu va acceptar els termes i va signar el Tractat de Seringapatam, posant fi a les hostilitats.

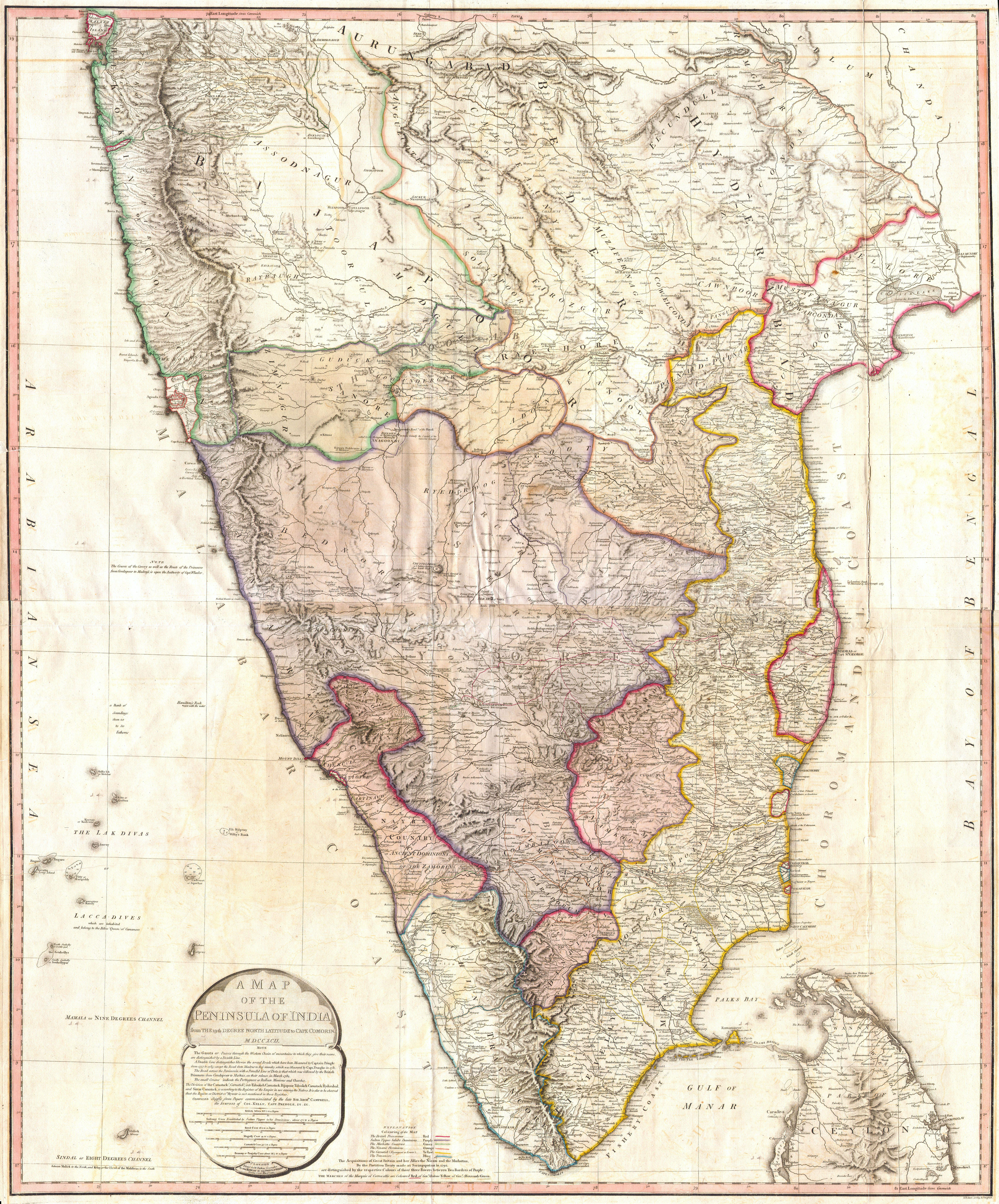
Mapa de 1794 mostrant els territoris cedits per Tipu Sultan als diferents poders

## Conseqüències
La guerra va resultar en una reducció important de les fronteres de Mysore a l'avantatge dels marathes, del nizam d'Hyderabad, i de la presidència de Madras. Els districtes de Malabar, Salem, Bellary i Anantapur van ser cedits a la presidència de Madras
Una quarta i última guerra es va lliurar entre els britànics i Mysore el 1799, en què Seringapatam va ser conquerida, i Tipu va ser assassinat en la seva defensa. Els vencedors, en lloc de dividir el país, va forçar a la família de Tipu a l'exili i van restaurar en el control de Mysore a la dinastia Wodeyar.
Un notable avanç militar liderat per Tipu Sultan va ser l'ús d'atacs massius amb brigades de grenaders, anomenades kushoons, en l'exèrcit. Les armes utilitzades pel kushoons van impressionar prou als britànics durant les tercera i quarta guerres de Mysore per inspirar a William Congreve el desenvolupaments dels coets o granades Congreve.
Cornwallis va ser elevat al títol de marquès per les seves accions en la guerra.